# 新北区

新北区

新北区（しんほっく、しんほくく、Nearctic）は、生物地理区の区分のひとつ。
北アメリカ大陸のうち、メキシコ北部以北のエリア。
アメリカ、カナダ、グリーンランドを含む。
面積：2290万平方キロメートル。
現在は北米大陸と南アメリカ大陸はパナマ地峡で繋がっているが、数百万年前までは海で隔てられていた。そのため、両者では生物相がかなり異なる。南米大陸は新熱帯区に区分されている。
逆に北米大陸は超大陸ローラシアの一部としてユーラシア大陸とつながっていた時期があり、特に植物相は両者で共通するグループが多い。植物地理区では新北区と旧北区を合わせて全北区として区分する。